# Ecnomus forcipatus
Ecnomus forcipatus är en nattsländeart som beskrevs av Martin E. Mosely 1932. Ecnomus forcipatus ingår i släktet Ecnomus och familjen trattnattsländor. Inga underarter finns listade i Catalogue of Life.